# Natalija Romanovna Makarova
Natalija Romanovna Makarova (in russo Ната́лия Рома́новна Мака́рова?; Leningrado, 21 ottobre 1940) è un'ex ballerina e coreografa russa.

## Biografia
Nata a Leningrado in Unione Sovietica è stata una delle più grandi étoile russe della seconda metà del XX secolo. Attualmente lavora come freelance per le grandi compagnie curando l'allestimento dei balletti del repertorio classico. Ha allestito la sua versione coreografica de La Bayadère per l'American Ballet Theatre e de Il lago dei cigni per l'English National Ballet. Inizia i suoi studi a 12 anni presso l'Accademia di danza Vaganova a San Pietroburgo e dopo il suo diploma, nel 1959, entra a far parte dello stesso Kirov Ballet.

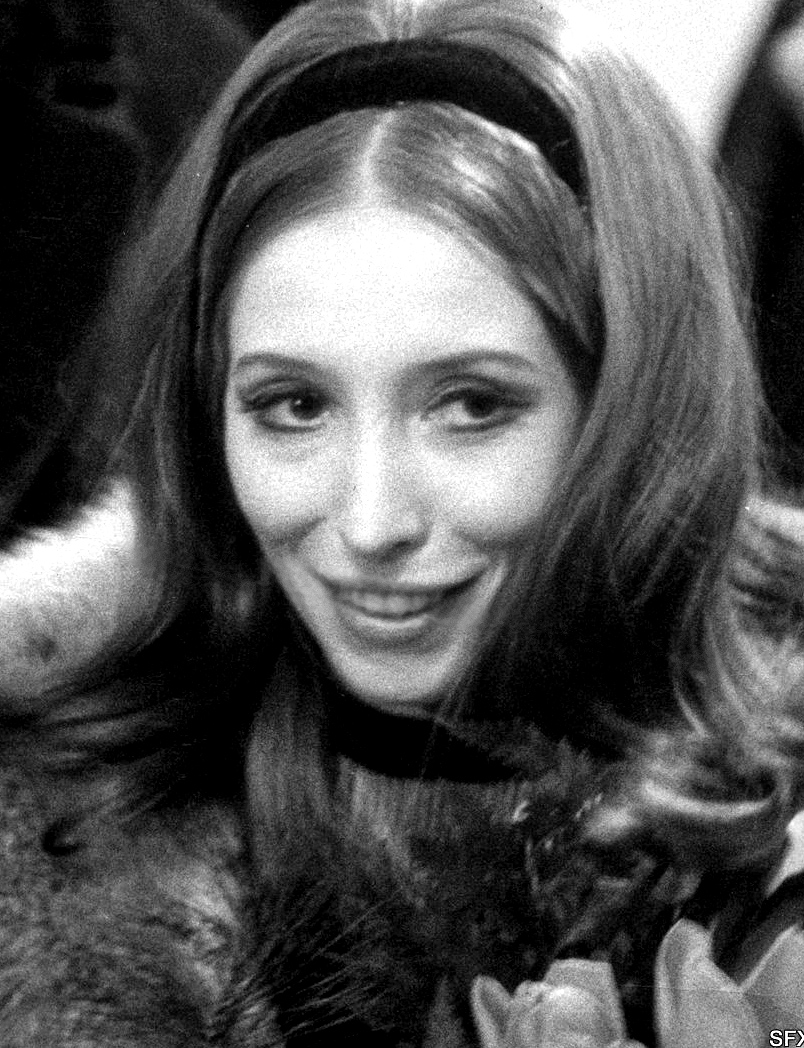
Natalija Makarova nel 1971

Diventa presto una delle migliori ballerine e vince la medaglia d'oro alla Competizione Internazionale di Balletto di Varna nel 1965. Durante la sua carriera con il Kirov viene acclamata e amata per la sua superba tecnica e per la sua sorprendente abilità nell'interpretare i personaggi protagonisti dei balletti classici, come Giselle, Il lago dei cigni e La bella addormentata.
A Londra nel 1970, durante uno dei tour europei del Kirov Ballet, la Makarova sentì il bisogno di avere più libertà artistica e annunciò di voler rimanere all'ovest. Dopo Rudolf Nureyev e prima di Michail Baryšnikov, anche la grande ballerina russa scelse l'occidente. Più tardi lo stesso anno si unì all'American Ballet Theatre di New York, dove ballò ruoli sia classici che contemporanei e, nel 1974, interpretò per la prima volta La Bayadère.
Durante gli anni settanta e ottanta del secolo scorso ha ballato anche come ospite per molte compagnie europee, come il Royal Ballet di Londra. Nel 1980, delusa dal fatto che il posto di direttore dell'American Ballet Theatre fosse assegnato a Michail Baryšnikov e non a lei, fondò la sua propria compagnia, Makarova and Company, che durò solo una stagione e con la quale presentò alcuni balletti. In seguito, nonostante un infortunio al ginocchio, continuò per un periodo a ballare con l'American Ballet Theatre.
Makarova debuttò inoltre a Broadway nel 1983 nel musical On Your Toes di George Abbot, per il quale vinse un Tony Award per la recitazione. L'anno seguente riprese alcuni ruoli classici per il Royal Ballet e vinse un Laurence Olivier Award nel 1985. Nel 1989 ritornò in Russia, dove riprese a ballare con il Kirov in alcune performance. Più tardi lo stesso anno si ritirò dalla carriera di ballerina e da quel momento interpretò alcuni ruoli come attrice.
Nel 1979 venne inoltre pubblicata una sua autobiografia, intitolata A Dance Autobiography. Natalija Makarova ha danzato come "guest artist" con le maggiori compagnie del mondo: Opéra, National Ballet of Canada, Stuttgart Ballet, Royal Danish Ballet, London Festival Ballet (ora English National Ballet), la compagnia di Maurice Béjart e quella di Roland Petit. Oggi, continua a partecipare alle prove dei suoi balletti, in giro per il mondo, istruendo i ballerini sulle coreografie.

## Repertorio (parziale)
- Giselle
- Il Lago dei Cigni
- La Bella Addormentata
- Hamlet
- Apollo
- Il giardino dei lillà
- Dark Elegies
- Pillar of Fire
- Romeo e Giulietta
- La Bayadère
- L'Histoire de Manon
- Checkmate
- Les Biches
- Rajmonda

## Documentari
- Ballerina

## Produzioni
- La Bayadère per l'American Ballet Theatre
- Il lago dei cigni per l'English National Ballet

## Riconoscimenti
- Tony Award
  - 1983 – Migliore attrice protagonista in un musical per On Your Toes
- Drama Desk Award
  - 1983 – Migliore attrice in un musical per On Your Toes
- Evening Standard Theatre Awards
  - 1985 – Miglior performance per Onegin
- Premio Laurence Olivier
  - 1984 – Migliore attrice in un musical per On Your Toes
- Outer Critics Circle Award
  - 1983 – Migliore attrice in un musical per On Your Toes
- Theatre World Award
  - 1983 – Miglior esordiente per On Your Toes